# Ortwin Depoortere
Ortwin Depoortere (Izegem, 23 oktober 1970) is een Belgisch Vlaams-nationalistisch politicus voor Vlaams Belang.

## Levensloop
Depoortere werd in 1990 gegradueerde in de toegepaste communicatie aan het HIBO in Gent en behaalde in 1992 een licentie in de vergelijkende cultuurwetenschappen aan de Rijksuniversiteit Gent. Depoortere werd actief bij NSV, het VNJ en Voorpost en kwam zo bij Vlaams Blok terecht. Van 1995 tot 2004 was hij parlementair medewerker van de Vlaams Blok-fractie in de Senaat.
Hij was gemeenteraadslid van Gent van 2001 tot 2012 en sinds 2019 is hij gemeenteraadslid van Deinze. 
Tevens zetelde Depoortere van juli 2004 tot aan de verkiezingen van 2007 voor de kieskring Oost-Vlaanderen in de Kamer van volksvertegenwoordigers. Depoortere volgde Gerda Van Steenberge op, die overstapte naar het Vlaams Parlement. Hij was lid van de commissie voor het Bedrijfsleven, het Wetenschapsbeleid, het Onderwijs, de Nationale wetenschappelijke en culturele instellingen, de Middenstand en de Landbouw, de bijzondere commissie "globalisering" en de Parlementaire Overlegcommissie. Ook was hij plaatsvervangend lid van de commissie voor de Landsverdediging, de commissie voor de Naturalisaties, de commissie voor de Herziening van de Grondwet en de Hervorming van de Instellingen, het adviescomité voor de Maatschappelijke Emancipatie en de werkgroep "Nucleaire veiligheid". Nadat zijn parlementaire mandaat ten einde kwam, was Depoortere van 2007 tot 2015 wetenschappelijk medewerker voor de Vlaams Belang-fractie in het Vlaams Parlement. Sinds 2015 is hij nationaal secretaris van het Vlaams Belang.
In september 2015 volgde hij Barbara Bonte, die om persoonlijke redenen ontslag nam, op als Vlaams Parlementslid. Hij was er toegevoegd lid van de commissie Welzijn, Volksgezondheid en Gezin. Na de verkiezingen van mei 2019 werd hij terug lid van de Kamer van volksvertegenwoordigers, waar hij in juni 2024 werd herkozen. Sinds 2019 is Depoortere er voorzitter van de commissie Binnenlandse Zaken, Veiligheid, Migratie en Bestuurszaken.
Op een foto die op 31 mei 2024 gepubliceerd werd door Apache staat Depoortere, die als toenmalig lid van de Gentse afdeling van de Nationalistische Studentenvereniging (NSV), samen met enkele andere leden de Hitlergroet brengt.